# Horka (České středohoří)
Horka je zalesněný nefelinitový vrch na východním okraji města Chlumec asi osm kilometrů severozápadně od Ústí nad Labem. Nevysoký (287 m) eliptický kužel protažený ve východozápadním směru se nachází v Chomutovsko-teplické pánvi, konkrétně v geomorfologickém okrsku Chabařovická pánev.

## První doložené osídlení
Nejstarší známky osídlení v okolí Chlumce pocházejí ze 6.–5. století před Kristem a jsou doloženy nálezy střepů z vrcholu Horky. Pozdějšími nálezy keramických zlomků je doloženo raně středověké hradiště mezi 11. a polovinou 13. století. O osídlení Chlumce v té době víme také z Kosmovy kroniky (roky 1040, 1107 a 1126) a ze zakládací listiny litoměřické kapituly z roku 1057. Středověký slovanský hrádek, který pravděpodobně stával na Horce, sloužil k ochraně zemské hranice a výběru cla u Srbské nebo také Chlumecké stezky, která vedla z Prahy přes Lovosice, Chabařovice a Chlumec do Drážďan a Míšně. Strážní hrad na Horce nesl už od 11. století jméno Chlumec. Chlumec je zdrobnělina od slova chlum, které označuje kopec se zalesněným vrcholem. Zřejmě ve 13. století byla na úpatí Horky založena vesnice stejného jména.

## Stavby

### Kaple Nejsvětější Trojice

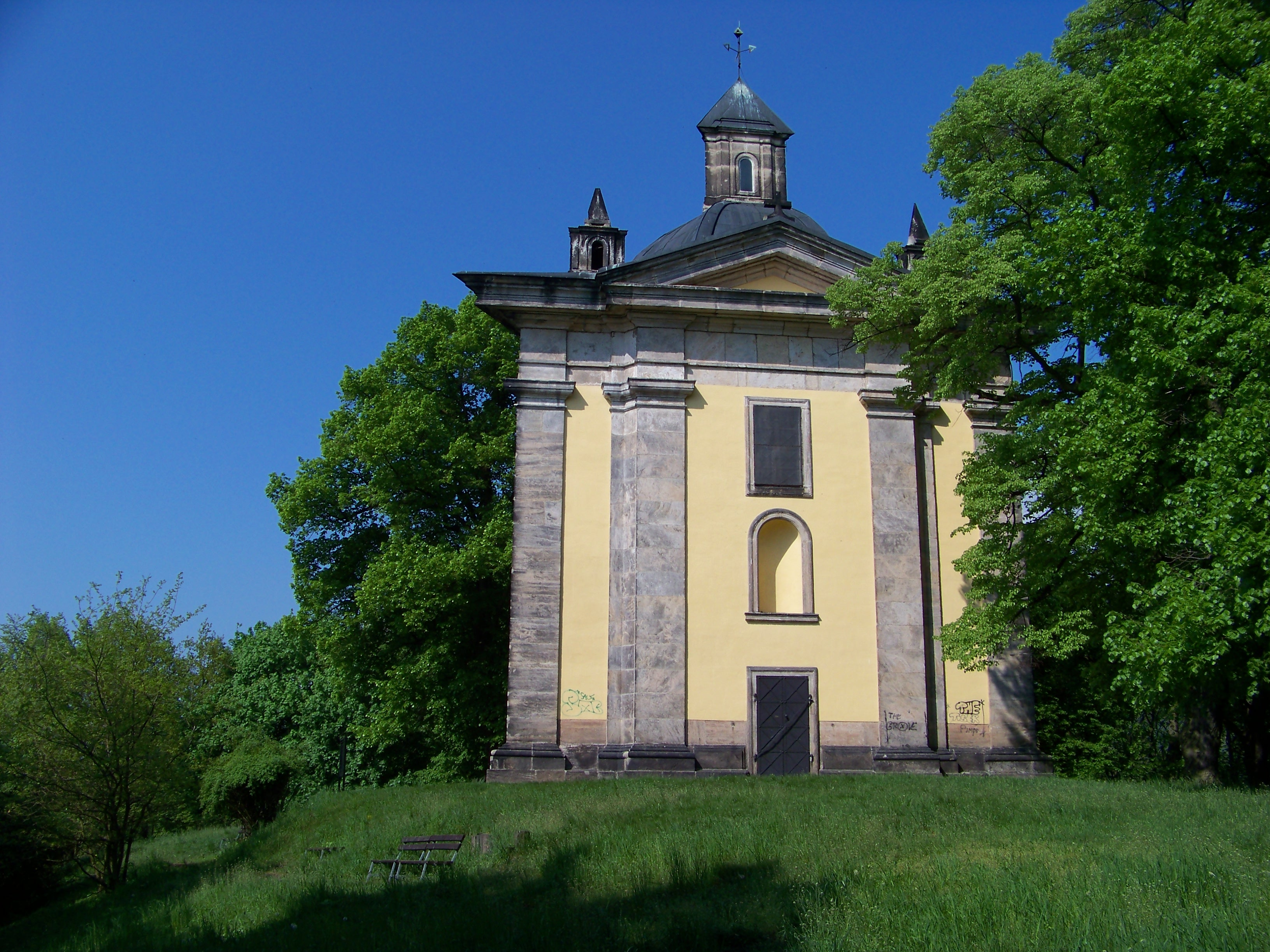
Kaple Nejsvětější Trojice na Horce

Na vrcholu Horky nechal hrabě Jan František Kolovrat Krakovský v letech 1690–1691 postavit kapli. Byl to jeho výraz vděku za to, že chlumecké panství se v roce 1680 vyhnula morová rána, která postihla větší část Čech. Autorem návrhu kaple je významný francouzský architekt Jan Baptista Mathey, představitel vrcholného baroka a autor mnoha církevních památek na českém území. Je pravděpodobné, že to byl také učitel ještě slavnějšího Jana Blažeje Santiniho-Aichela.
Kaple má netradiční trojboký půdorys symbolizující Boží Trojici, které je zasvěcena. Nad hlavních vchodem je nika s mramorovou sochou Krista. Vnitřek kaple je vyzdoben nástěnnými freskami, které ilustrují píseň Te Deum. V roce 1838 nechal hrabě Josef Klement Westphalen postavit pod kaplí rodinnou hrobku. Ta se stala několikrát cílem zlodějů a vykradačů hrobů. Fresky v kapli byly restaurovány v roce 1901, kaple prošla celkovou rekonstrukcí v letech 1993–1994.

### Křížová cesta
Na vrchol Horky vede křížová cesta. Začíná u kostela sv. Havla na chlumeckém náměstí a  pak pozvolně stoupá a spirálově se otáčí kolem Horky až na její vrchol. Čtrnáct zastavení křížové cesty tvoří výklenkové kapličky, kde byly původně umístěny keramické reliéfy, vyrobené v Meyerově uměleckém ústavu v Mnichově. Při oslavách některých významných svátků nebo výročí bitev bývají ve výklencích umístěny malované výjevy z Kristova života na dřevěných deskách.

### Jubilejní památník bitvy uChlumce 1813

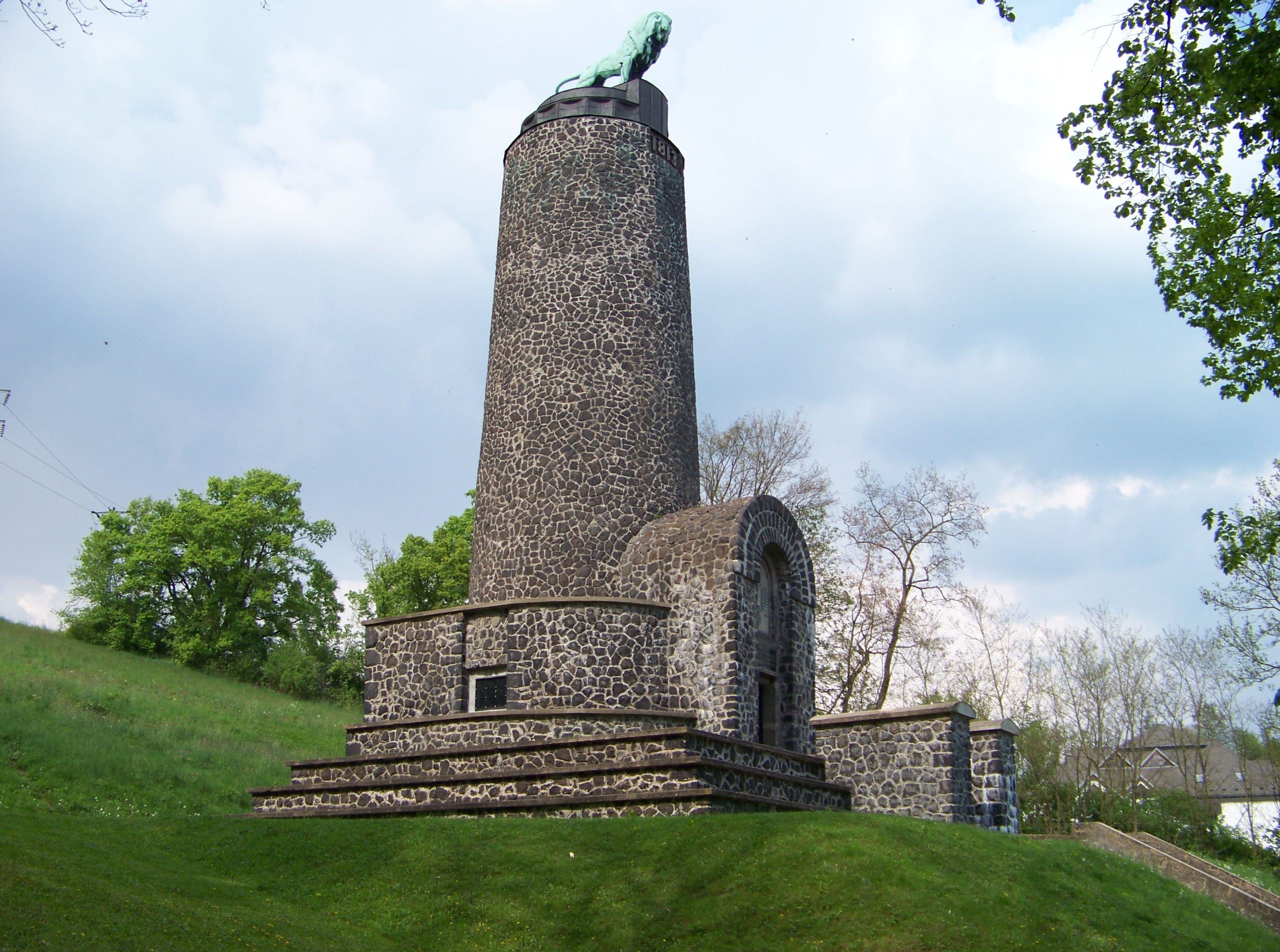
Jubilejní památník bitvy u Chlumce 1813 na úpatí Horky

Na jihovýchodním úpatí Horky poblíž silnice I/13 byl roku 1913 postaven jubilejní památník napoleonské bitvy u Chlumce, která se odehrála v širším okolí Chlumce 29. a 30. srpna 1813. Spojenecká armáda rakouských, ruských a pruských vojáků zde porazila francouzskou armádu a předznamenala tak porážku Napoleona u Lipska v říjnu téhož roku. Horka byla spolu s Chlumcem hned na začátku bitvy obsazena francouzskou armádou jako strategický bod a zřejmě sloužil jako hlavní stan generála Vandamma.

## Přístup
Na vrchol vede odbočka ze žlutě značené turistické trasy, která spojuje památníky bitvy u Chlumce.

## Místní legendy
Místní legenda hovoří o tajné podzemní chodbě spojující kostel sv. Havla a kapli Nejsvětější Trojice na Horce.